# Memoriał Stanisława Szozdy 2015
2. edycja wyścigu kolarskiego Memoriał Stanisława Szozdy odbyła się w dniu 29 sierpnia 2015 roku. Start i meta wyścigu miały miejsce na Rynku w Prudniku. Był organizowany przez gminę Prudnik oraz Ośrodek Sportu i Rekreacji w Prudniku.

## Zwycięzcy poszczególnych kategorii
Na podstawie
- Elita mężczyzn: Mateusz Taciak (CCC Sprandi Polkowice)
- Elita kobiet: Monika Brzeźna (TKK Pacific Nestle)
- Orlicy: Josef Černý (CCC Sprandi Polkowice)
- Orliczki: Nikol Płosaj (UKS Jedynka Kórnik)
- Junior: Tobiasz Tończyk (KTK Kalisz)
- Juniorki: Agnieszka Skalniak (TKK Pacific Nestle)
- Młodzik: Jan Szary (UKS Imielin)
- Młodziczki: Dominika Włodarczyk (MLKS Wieluń)
- Gimnazjum (dziewczęta): Patrycja Lisowska (Gim. Jarnołtówek)
- Gimnazjum (chłopcy): Kamil Papiniak (Gim. nr 1 Prudnik)
- Klasy 4-6 szkół podstawowych (dziewczęta): Kamila Ślawska (Akademia Kolarska Szczawno)
- Klasy 4-6 szkół podstawowych (chłopcy): Aleksander Wyszyński (SP Kietrz)